# Acanthochondria exilipes
Acanthochondria exilipes är en kräftdjursart som beskrevs av C. B. Wilson 1932. Acanthochondria exilipes ingår i släktet Acanthochondria och familjen Chondracanthidae. Inga underarter finns listade i Catalogue of Life.